# Tandonia sapkarevi
Tandonia sapkarevi is een slakkensoort uit de familie van de Milacidae. De wetenschappelijke naam van de soort is voor het eerst geldig gepubliceerd in 2005 door Stankovic.